# Othellova chyba
Othellova chyba je termín Paula Ekmana ze sociální psychologie, který se týká odhalení lží. Jedná se o chybnou interpretaci fyziologických reakcí (například mrkání, polykání, olíznutí rtů) na emoce, stres, napětí a nervozitu. Velké množství lidí chybně interpretuje tyto fyziologické reakce automaticky jako projev lži, ale to není pravda. Tyto fyziologické reakce znamenají pouze nárůst emocí, který může, ale i nemusí být projevem lži. Z toho vyplývá, že neexistuje žádná fyziologická reakce, která by se projevovala jenom při 
lhaní a jindy ne. Tudíž není možné na 100 % určit, zda někdo lže. 
Termín pochází z dramatu Othello od Shakespeara. Benátský Maur Othello se mylně domnívá, že ho jeho žena Desdemona podvádí s Cassiem. Desdemona Othella žádá, aby Cassia vyslechl, Othello jí však sdělí, že ho zabil. Desdemona okamžitě propukne v pláč, neboť nyní již nemá jak svou nevinu dokázat. Jenže Othello její reakci chápe jako potvrzení toho, že lhala a že ve skutečnosti Cassia miluje.

## Příklad
Vyšetřovaný v reakci na jednu otázku začne zrychleně mrkat a vyšetřovatel dospěje k závěru, že vyšetřovaný lže, což nemusí být pravda, protože změnu fyziologické reakce mohlo, ale také nemuselo způsobit zvýšené napětí (mohlo jít například o podráždění z nějaké fyzické příčiny), přičemž i to zvýšené napětí mohlo, ale také nemuselo být způsobeno lží. Pokud by nebylo způsobeno lží, mohlo by být způsobeno například nějakou vzpomínkou, případně asociací apod.